# 다하브
다하브(이집트 아랍어: دهب Dahab [ˈdæhæb])는 이집트 시나이 반도의 남동쪽에 위치한 작은 도시이다. 예전에는 배두인들의 어촌이었고, 샴 엘 쉐이크(Sharm el-Sheikh)에서 북동쪽으로 80km정도 떨어져있다. 다하브는 현재 최고의 다이빙 지역로 각광받고 있다. 다하브가 관광객들로 인해 붐비자 세계적인 호텔 체인과 부수 시설들이 설립되었다. 다하브에서는 마스밧(Masbat)이 유명한 다이빙 장소이다. 이곳에는 50여개가 넘는 다이빙 센터가 있다.
다하브는 크게 세 지역으로 나뉜다. 마스밧(Masbat)은 북쪽에 위치하며, 아사라(Asalah)라는 배두인 마을이 있는 곳이다. 마스밧(Masbat)의 남쪽에는 마쉬라바(Mashraba)가 있는데, 이곳은 상당히 많은 호텔이 있고, 여행 인프라도 발달하였다. 남서쪽에 있는 메디나(Medina)는 작은 호수 지역인데, 얕은 물에서 하는 서핑으로 유명하다.
또한 아사라(Asalah) 지역은 꽤 발달하였다. 특히 이 지역은 야영장과 호스텔이 생겼다. 과거 다하브를 찾는 대부분의 사람들이 홍해 다이빙과 스노클링에 관심있는 배낭여행자였기 때문이다.

## 관광업

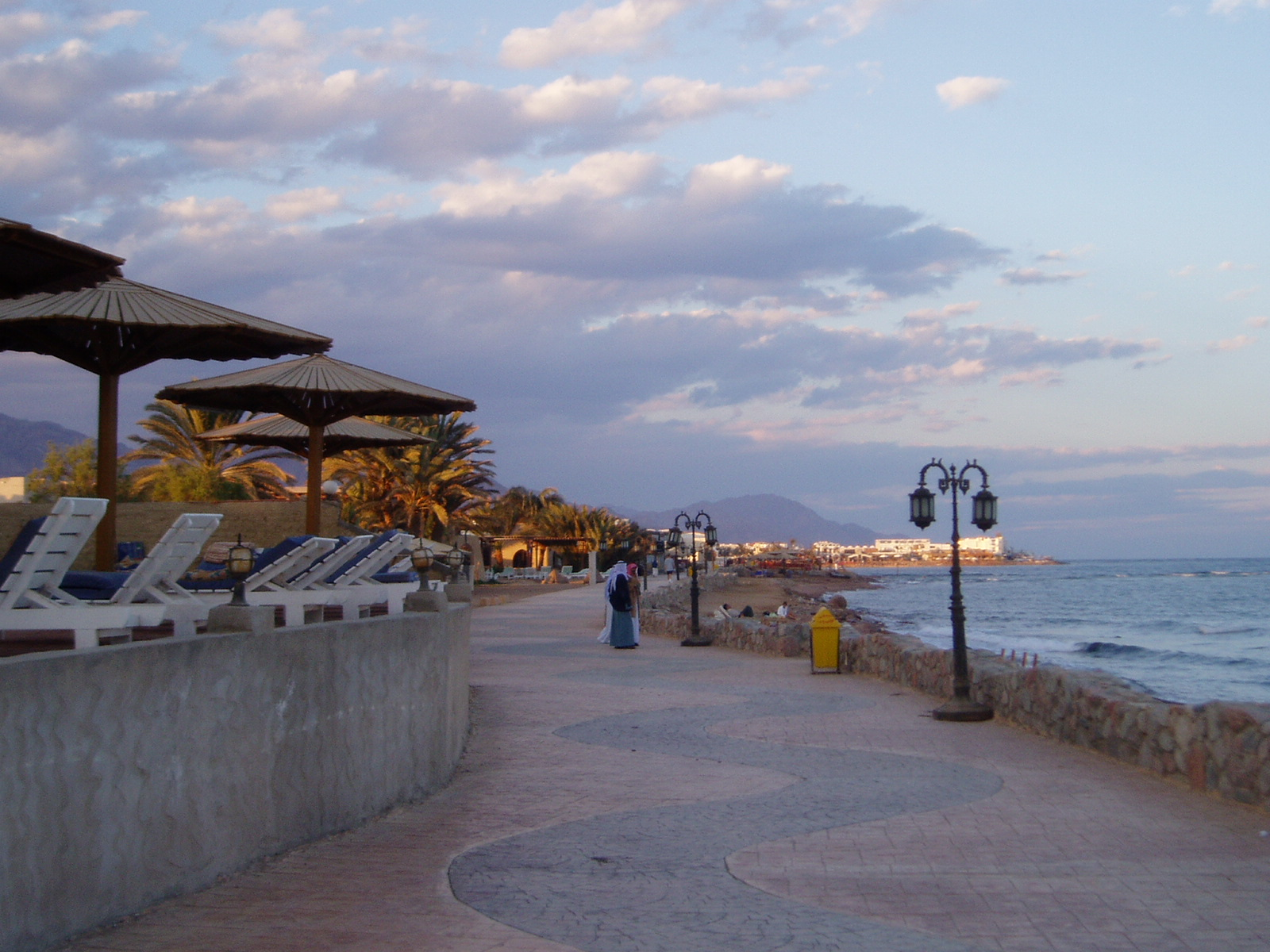
바다 산책로

다하브는 관광객으로 넘친다. 윈드서핑으로 세계적으로 유명하다. 스쿠버다이빙과 스노클링 또한 유명하다. 해안가 호텔 바로 앞에서 암초들을 볼 수 있다. 세계에서 가장 위험한 다이빙 포인트로 알려진 블루홀과 협곡은 세계적으로 유명하다.
역사적으로, 다하브를 찾는 대부분의 관광객들은 자유롭게 여행하고 마스밧(Masbat)지역의 호스텔에 머무는 배낭여행자들이다. 최근 몇년간, 메디나(Medina)지역에 호텔이 새로 지어져 좀더 넓은 범위의 여행객들이 찾게 되었다. 다하브를 방문하는 대부분은 윈드서핑, 다이빙 그리고 다른 레포츠 등에 참가한다.
불행히도, 연안 암초 산호의 대부분이 경험없는 다이버들에 의해 천천히 사라지고 있다.

## 기후
연중 좋은 날씨로 다하브는 세계적인 명성을 얻었다. 하지만 여름의 날씨는 덥고 겨울에는 특히 야간에는 온화하다. 다하브는 매우 건조한 기후이고 심지어 겨울에도 비는 거의 내리지 않는다.
| Dahab의 기후                                          | Dahab의 기후 | Dahab의 기후 | Dahab의 기후 | Dahab의 기후 | Dahab의 기후 | Dahab의 기후 | Dahab의 기후 | Dahab의 기후 | Dahab의 기후 | Dahab의 기후 | Dahab의 기후 | Dahab의 기후 | Dahab의 기후 |
| 월                                                    | 1월          | 2월          | 3월          | 4월          | 5월          | 6월          | 7월          | 8월          | 9월          | 10월         | 11월         | 12월         | 연간         |
| ----------------------------------------------------- | ------------ | ------------ | ------------ | ------------ | ------------ | ------------ | ------------ | ------------ | ------------ | ------------ | ------------ | ------------ | ------------ |
| 일평균 최고 기온 °C (°F)                              | 21 (70)      | 22.4 (72.3)  | 25.3 (77.5)  | 28.7 (83.7)  | 32.2 (90.0)  | 34.7 (94.5)  | 35.5 (95.9)  | 35.8 (96.4)  | 33.5 (92.3)  | 30.5 (86.9)  | 26.5 (79.7)  | 22.2 (72.0)  | 29.0 (84.3)  |
| 일일 평균 기온 °C (°F)                                | 15.6 (60.1)  | 16.7 (62.1)  | 19.6 (67.3)  | 22.9 (73.2)  | 26.1 (79.0)  | 29 (84)      | 30.2 (86.4)  | 30.4 (86.7)  | 28.4 (83.1)  | 25.1 (77.2)  | 21.1 (70.0)  | 16.8 (62.2)  | 23.5 (74.3)  |
| 일평균 최저 기온 °C (°F)                              | 10.2 (50.4)  | 11 (52)      | 14 (57)      | 17.1 (62.8)  | 20.1 (68.2)  | 23.4 (74.1)  | 24.9 (76.8)  | 25 (77)      | 23.4 (74.1)  | 19.8 (67.6)  | 15.7 (60.3)  | 11.5 (52.7)  | 18.0 (64.4)  |
| 평균 강수량 mm (인치)                                 | 1 (0.0)      | 2 (0.1)      | 2 (0.1)      | 0 (0)        | 0 (0)        | 0 (0)        | 0 (0)        | 0 (0)        | 0 (0)        | 1 (0.0)      | 1 (0.0)      | 2 (0.1)      | 9 (0.3)      |
| 평균 강우일수                                         | 1            | 1            | 1            | 1            | 1            | 0            | 0            | 0            | 0            | 1            | 1            | 1            | 8            |
| 평균 일일 일조시간                                    | 8            | 9            | 9            | 10           | 11           | 13           | 13           | 12           | 11           | 10           | 9            | 8            | 10           |
| 출처 1: Climate-Data.org                              |              |              |              |              |              |              |              |              |              |              |              |              |              |
| 출처 2: Weather to Travel for rainy days and sunshine |              |              |              |              |              |              |              |              |              |              |              |              |              |